# Cornelius Gurlitt
Cornelius Gurlitt (Altona, Schleswig-Holstein, 10 de febrero de 1820 - 17 de junio de 1901) fue un compositor alemán.  
Fue discípulo de Reinecke y Weyse, y en 1864 fue nombrado organista de la catedral de su ciudad natal. Gurlitt fue un compositor instruido e inspirado, y tienen gran importancia sus obras para la enseñanza del piano. Además, escribió composiciones sinfónicas, música di camera y para piano, lieder, la ópera Scheik Hassan y dos operetas. 